# غايا (مسبار فضائي)
 غايا Gaia هو مرصد فضائي أطلقته وكالة الفضاء الأوروبية (إيسا). وتهدف البعثة إلى تجميع قائمة 3D من ما يقرب من مليار من الأجرام السماوية. (ما يقرب من 1٪ من تعداد نجوم درب التبانة) أكثر لمعانا من 20 G ، حيث G هو القدر الظاهري للمعان جرم سماوي، وذلك في نطاق رصد غايا لـ الأشعة الكهرومغناطيسية (أشعة ضوئية طول موجتها بين 400 و1000 نانومتر).
أطلقت غايا خلفا لبعثة  هيباركوس (قمر صناعي للقياسات الفلكية)، وهو جزء من البرنامج العلمي الطويل الأجل لوكالة الفضاء الأوروبية «أفق 2000». ستقوم غايا برصد الأهداف الرئيسية في هذا المسح الفلكي نحو 70 مرة على مدى فترة 5 سنوات.
غايا سوف ينشئ خريطة ثلاثية الأبعاد دقيقة للغاية من النجوم التي تحتويها مجرة درب التبانة وخارجها، ورسم خريطة البيانات الخاصة بهم وترصد حركتها لاحقا بغرض التعرف على أصل مجرة درب التبانة وتطورها اللاحق؛ فإن القياسات الطيفية توفر الخصائص الفيزيائية المفصلة لكل نجم، وتتم مراقبته بما فيها قدر اللمعان، درجة الحرارة الفعالة، الجاذبية والعناصر الكيميائية لمكوناتها. وهذا التعداد النجمي الهائل يوفر بيانات الرصد الأساسية لمعالجة مجموعة واسعة من التساؤلات الهامة المتعلقة بنشأة المجرة، وهيكلها، والتاريخ التطوري لها. أعداد كبيرة من الكوازارات ونجوم المجرة، والكواكب خارج المجموعة الشمسية، وسيتم قياس المجموعة الشمسية في نفس الوقت.
كان مقررا أن يقوم «أريان سبيس» بإطلاق غايا  لوكالة الفضاء الأوروبية إيسا في نوفمبر / ديسمبر 2013, ولكن في أكتوبر 2013 حدثت بعض المشاكل التقنية، مما أدى إلى تأجيل الإطلاق إلى نافذة اطلاق أخرى، وتقرر اختيار يوم في ديسمبر 2013/ أو يناير 2014. وقد تم اطلاق غايا على قمة صاروخ حامل من نوع سويوز من غويانا الفرنسية بأمريكا الجنوبية يوم 19 ديسمبر 2013. سيتم توصيله إلى مدار وسطي بين الأرض والشمس في نقطة لاغرانج 2 (L2)، يكون فيها مزاملا للأرض في دورانها حول الشمس وفي نفس الوقت يقع خلفها بعيدا عن الشمس (في ظل الأرض)، فلا تشوشر أشعة الشمس على قياساته.

## التاريخ
التلسكوب الفضائي غايا له ما سبقه وهو مرصد هيباركوس الفضائي الذي أرسلته وتتابعه الوكالة الأوروبي لأبحاث الفضاء إيسا (1989-1993). مهمتها في أكتوبر 1993 والتي اقترحها لينارت لندجرين من جامعة لوند، بالسويد ومايكل بريمان من وكالة الفضاء الأوروبية إيسا، وكانت استجابة لدعوة تقديم مقترحات على المدى الطويل للبرامج العلمية لوكالة الفضاء الأوروبية. وقد اعتمدت اللجنة برنامج العلوم ESA باعتبارها حجر الزاوية للمهمة رقم 6 في 13 تشرين الأول 2000، والمرحلة B2 من المشروع الذي أذن في 9 فبراير 2006، مع شركة استريوم لتحمل مسؤولية تجهيز غايا وأجهزتها.
اسم 'GAIA' هو في الأصل اختصار ل Global Astrometric Interferometer for Astrophysics ، وهذا يعني «مقياس التداخل الشمولي في فيزياء الكون». وهو اسم يختلف بعض الشيء عن المشروع الحديث الذي اختاره العلماء لكي يخلف ويكمل مهمة هيباركوس. فقد أصبح الهدف هو قياس المجرة في 3 أبعاد وتحديد دقيق لمواقع النجوم فيها وتوزيعها، بحيث تأتي بنتائج أدق عما سجله مسبار هيباركوس.
التكلفة الإجمالية للبعثة نحو 650 مليون يورو، بما في ذلك التصنيع والإطلاق والمتابعة العملية والعلمية.

## الأهداف
بعثة الفضاء غايا تعمل على تحقيق الأهداف التالية:
- تحديد اللمعان الذاتي (ضياء) للنجم الذي يتطلب معرفة دقيقة للمسافة بيننا وبين النجم. فالرصد من مراصد المراقبة الأرضية لا تستطيع القياس بدقة كبيرة بسبب الغلاف الجوي وما يمتصه من ترددات من طيف الأشعة الضوئية، وكذلك في الحدود التي تكفلها دقة قياس الأجهزة.
- مشاهدة أضعف الأجرام لمعانا وتقديم تفسير أشمل عن ضياء النجوم. سيقوم غايا بقياس أكثر دقة للأجرام السماوية بغرض الحصول على بيانات كافية لزيادة دقة البحث العلمي، وفهم الكون.
- هناك حاجة لدراسة عدد كبير من الأجرام في دراسات أكثر دقة عن مراحل تطور النجوم. رصد عدد كبير من الأجرام في مجرتنا، وهذا مهم جدا من أجل فهم «ديناميات» (حركات النجوم) مجرتنا، أي دراسة القوى المحركة لها. فإننا نعرف مثلا أن المجرة تدور حول نفسها دورة كل نحو 250 مليون سنة، وتحتوي على نحو 100 مليار من النجوم. نلاحظ أن مليارا من النجوم والذي ستقوم غايا برصده انما يشكل نحو من 1٪ فقط من محتوى مجرة درب التبانة من النجوم.
- قياس الخصائص الفلكية والحركية للنجوم وهذا ضروري من أجل فهم مختلف التجمعات النجمية، فمنها تجمعات كروية وتجمعات نجمية مفتوحة، وسيستطيع تلسكوب الفضاء غايا قياس البعيد منها أيضا بدقة لم تسبق من قبل.

من أجل تحقيق أهداف أطروحة الإنجاز، من المتوقع أن غايا سوف تنجز التالى:
- تحديد الموقع، وبعد المسافة، الحركة الخاصة الدورية لـ 1 بليون نجم بدقة حوالي 20 ميكرو ثانية قوسية/الثانية μas عند قدر ظاهري 15، وبدقة 200 ميكروثانية قوسية في الثانية لنجوم ذات سطوع قدره الظاهري 20 .
- تعيين مواقع النجوم ذات سطوع بقدر ظاهري 10 بدقة 7/1.000.000 من الثانية قوسية/الثانية (7 مايكروثانية قوسية/الثانية) (وهذا يعادل قياس قطر شعرة من بعد 1000 كم)، وبدقة تبلغ 12 - 25 مايكروثانية قوسية/ثانية لنجوم ذات سطوع بقدر ظاهري V = 15، ودقة بين 100 - 300 ميكروثانية قوسية/الثانية لنجوم سطوعها الظاهري 20، وهذا يتوقف على لون النجم.
- سيتم قياس حوالي 20 مليون نجم مع دقة مسافة 1٪ وسيتم قياس حوالي 200 مليون نجم بدقة أفضل من 10٪. وسوف تسجل مسافات دقيقة إلى 10٪ في اماكن بعيدة مثل مركز المجرة، أي على بعد 30.000 سنة ضوئية من الأرض.[13]
- قياس السرعة العرضية لـ 40 مليون نجم بدقة أفضل من 0.5 كم / ثانية.
- اشتقاق الوسيط في الغلاف الجوي للنجوم (درجة الحرارة الفعالة والجاذبية السطحية)، وكذلك metallicities منها الوفرة الكيميائية للأهداف أكثر إشراقا من V = 17.[14]
- قياس مدارات وتوجهات ألف كوكب خارج المجموعة الشمسية بدقة وقياس الكتلة الفعلية باستخدامطرق الكشف الخاصة بالقياسات الفلكية الكوكب.[15][16]
- الكشف عن انحناء الأشعة الضوئية بسبب مجال جاذبية نجم أو عدة نجوم، كما تنبأ به ألبرت أينشتاين نظرية النسبية العامة، وبالتالي مراقبة مباشرة بنية الزمكان.
- إكتشاف الكويكبات المحتملة كويكبات أتيرا في مدارات تقع بين الأرض والشمس، وهي منطقة يصعب على التلسكوبات الأرضية مراقبتها أساسا لأن هذه المنطقة تصبح مرئية فقط في السماء بالقرب من ساعات النهار.[17]
- كشف ما يصل إلى 500,000 نجم زائف (كوازار).

## المركبة الفضائية
سيتم إطلاق غايا على الصاروخ سويوز ST-B مدعوما بالمرحلة العليا فريجات-MT إلى نقطة الشمس والأرض لاغرانج L2 وتقع ما يقرب من 1.5 مليون كيلومتر من الأرض. والنقطة L2 حيث توفر المركبة الفضائية مع البيئة الحرارية مستقرة جدا.
سيستخدم مدار Lissajous الذي يتجنب حالات كسوف الشمس من قبل الأرض، والتي من شأنها أن تحد من كمية الطاقة الشمسية الفضائية التي يمكن الاستفادة منها بواسطة الألواح الشمسية لتشغيل المركبة الفضائية وكذلك للعمل على عدم زعزعة التوازن الحراري للمركبة الفضائية. وبعد الإطلاق قامت المركبة بنشر مظلة شمسة قطرها 10 أمتار لتظليل الشمس . تواجه تلك المظلة دائما الشمس محققة التبريد لجميع مكونات التلسكوب والمحرك غايا باستخدام الألواح الشمسية وفي نفس الوقت تكتسب طاقة من الشمس بواسطة ألواح ضوئية كمصدر كهربائي للمركبة.

### الأجهزة العلمية
حمولة غايا يتكون من ثلاثة أجهزة رئيسية هي:
1. معدات القياسات الفلكية (ASTRO) تقوم بتعيين بدقة مواقع النجوم من القدر الظاهري 7و5 حتي 20 عن طريق قياس مواضعهم الزاوية. ومن خلال تجميع قياسات كل نجم عبر فترة زمنية 5 سنوات، فيكون من الممكن تعيين تزيح النجم، وبالتالي تعيين المسافة بينه وبيننا. وكذلك تعيين حركته الزاوية - وهي حركة النجم التي نراها على صفحة السماء.
2. المعدات الضوئية(BP / RP) تسمح بتسجيل أطياف النجوم في نطاق طول الموجة «الضوئية» بين 320-1000 نانومتر وذلك للقدر الظاهري من السطوع بين 5,7 إلى 20 [بحاجة لمصدر]. يتم استخدام المقياس الضوئي الأزرق والأحمر (BP / RP) لتعيين الخواص النجمية: مثل درجة الحرارة والكتلة والعمر والتركيب الكيميائي. يتم قياس الضوء متعدد الألوان بواسطة اثنين من كراسات السيليكا تقوم بتحليل الضوء الساقط ثم يتم تسجيلها. الفوتومتر الأزرق (BP) يعمل في نطاق الطول الموجي 330- 680 نانومتر، والفوتومتر الأحمر (RP) يغطي النطاق الموجي 640 - 1050 (تعادل 6.400 أنجستروم - 10.500 أنجستروم).[18]
3. مطياف السرعة الشعاعية (RVS) : وهو يستخدم لتعيين سرعة الأجسام السماوية على طول خط البصر من خلال الحصول على أطياف عالية الدقة الطيفية في النطاق الطيفي 847-874 نانومتر (خطوط طيف أيون الكالسيوم) لأجرام يصل قدرها الظاهري 17 . وسيتم قياس السرعات الشعاعية بدقة تصل إلى 1 كيلومتر في الثانية (لنجوم ذات قدر طاهري V = 11.5) و30 كم/الثانية للقدر الظاهري V = 17.5 . وتعتبر قياسات السرعات الشعاعية مهمة لتصحيح التسارع المنظور الذي هو نتيجة للحركة على امتداد اتجاه الرؤية. "[18] وجهاز RVS يكشف سرعة النجم على طول اتجاه الرؤية من «غايا» عن طريق قياس انزياح دوبلر لخطوط طيف الامتصاص في المطياف عالي الدقة.

من أجل الحفاظ على التأشير الدقيق للتركيز على نجوم على بعد سنوات ضوئية عديدة فلا توجد أجزاء في «غايا» متحركة. فإن الأجهزة داخل غايا مثبتة على مناضد جامدة من السيليكون الكربونى، والتي توفر بنية مستقرة ا، لا تتمدد أو تنكمش بسبب الحرارة. لهذا يتم التوجيه وتركيز الرصد بالاستعانة بنفاثات غاز بارد، تنفث الغاز بقدر 1.5 ميكروغرام من النيتروجين/الثانية.
رابط الاتصال مع القمر الصناعي «غايا» حوالي 3 ميغابت / ثانية في المتوسط، في حين أن المحتوى الكلي اللابؤري يمثل العديد من جيجابت / ثانية. بناء على ذلك ستسجل بضع عشرات من بكسل حول كل جرم سماوي يقاس.

### مبادئ القياس
على الرغم من اسمها فإن غايا لا تستخدم في الواقع التداخل لتحديد مواقع النجوم. في وقت التصميم الأصلي، ويبدو التداخل أفضل وسيلة لتحقيق الإنجاز المستهدف.
على نحو مماثل لسابقتها هيباركوس، غايا تتكون من اثنين من التلسكوبات توفير اتجاهين مراقبة مع ثبوت زاوية بينية واسعة قدرها 106.5°. المركبة الفضائية تدور باستمرار حول محور عمودي على خط رؤية التلسكوبين . محور تدوير المركبة له لأيضا انزياح دوراني قليل عبر السماء على الرغم على محافظته على نفس الزاوية بالنسبة للشمس. ومع القيام بقياس وضع الأجرام السماوية بدقة من اتجاهي المشاهدة ، بذلك يمكن التوصل إلى نظام مرجعي مستقر صارم.
خصائص التلسكوب الرئيسية هما:
- 1.45 × 0.5 متر المرآة الأولية لكل من التلسكوبين،
- 1.0 × 0.5 متر المستوى البؤري الناتج من كلا التلسكوبين. هذا بدوره يتكون من 106 أجهزة اقتران الشحنات CCD من 4500 - 1966 لكل بكسل.

وسيشاهد كل الأجرام السماوية المتجه إليها في المتوسط حوالي 70 مرة خلال المهمة، والتي من المتوقع ان تستمر 5 سنوات. وهذه القياسات تساعد في قياس البيانات للنجوم: 2 المقابلة لموقف الزاوية لنجم معين في السماء، (2) التغير في وضع النجم على مر الزمن (الحركة) ، وكذلك قياس التزيح وحساب مسافة النجم. كما تتم قياس السرعة الشعاعية للنجوم الأكثر إشراقا بواسطوة المطياف وحساب تأثير دوبلر.

## نتائج مهمة بين عامي 2018 و 2022
في أكتوبر 2018 ، تمكن علماء الفلك في جامعة ليدن من تحديد مدارات 20 نجمًا فائق السرعة من مجموعة بيانات DR2. توقعوا العثور على نجم واحد يخرج من درب التبانة ، ووجدوا بدلاً من ذلك سبعة. والأمر الأكثر إثارة للدهشة هو أن فريق الباحثين وجد أن 13 نجمًا فائق السرعة كانت تقترب من مجرة درب التبانة ؛ وربما نشأت من مصادر خارج المجرة غير معروفة حتى الآن. ويمكن أن تكون نجوم من هالة للمجرة ، وستساعد المزيد من الدراسات الطيفية في تحديد السيناريو الأكثر احتمالية. أظهرت القياسات المستقلة أن السرعة الشعاعية الأكبر لـغايا بين النجوم فائقة السرعة ملوثة بضوء قادم من النجوم الساطعة القريبة .

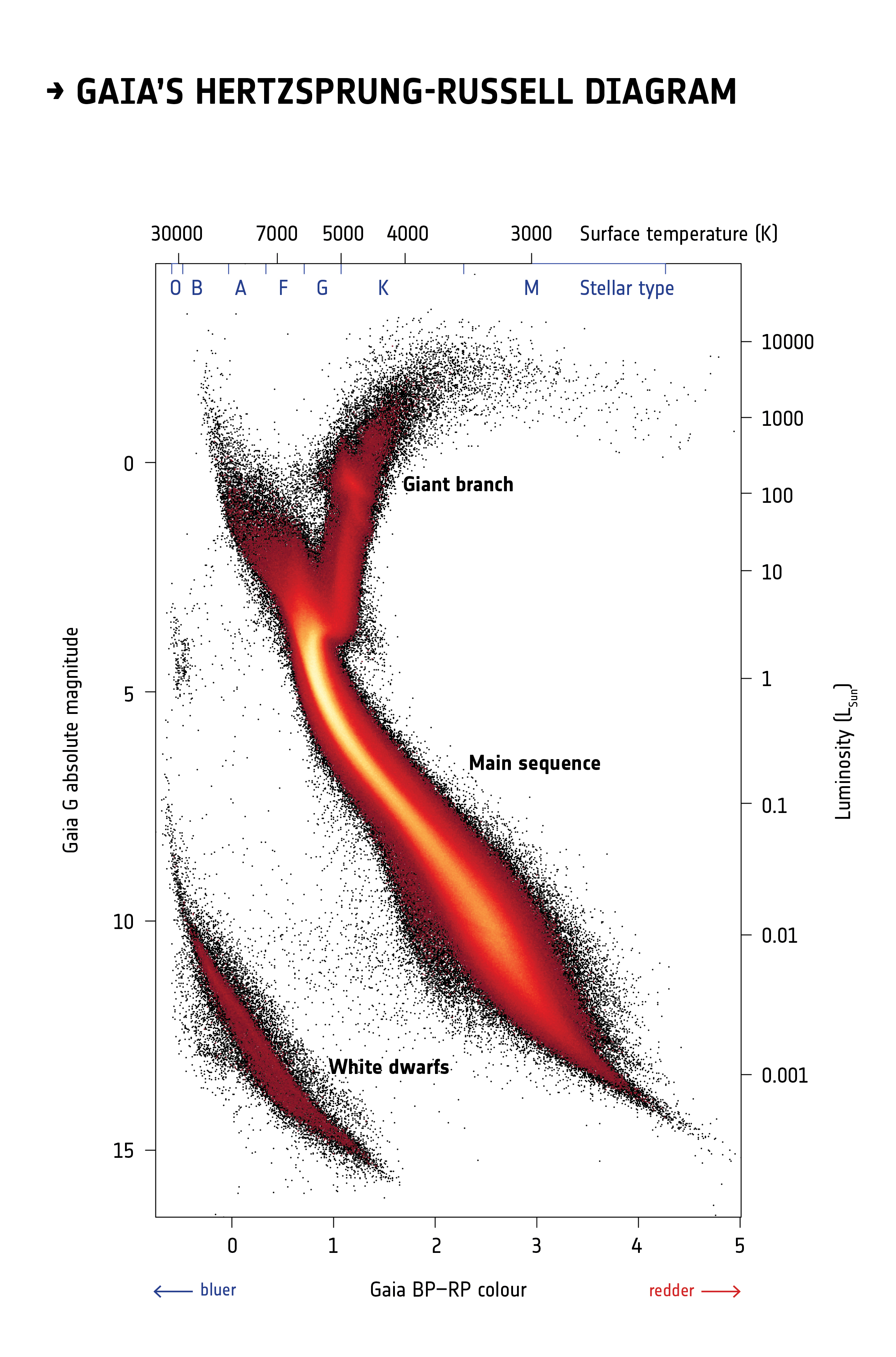
Gaia's رسم هرتزشبرونغ-راسل

في أواخر أكتوبر 2018 ، تم اكتشاف مجرة صغيرة سميت سجق غايا Gaia-Enceladus ، وهي بقايا اندماج كبير مع مجرة قزمة تسمى إنسيلادوس البائدة.
```
يرتبط هذا النظام بما لا يقل عن 13 عنقودًا كرويًا ، وإنشاء القرص السميك لمجرة درب التبانة. يمثل اندماجًا كبيرًا منذ حوالي 10 مليارات سنة في مجرة درب التبانة.
```

تم إجراء احصاء لرصد غايا
في نوفمبر 2018 واكتشاف المجرة Antlia 2. إنها مشابهة في الحجم لسحابة ماجلان الكبرى - على الرغم من قلة كثافتها بنسبة 10000 مرة. المجرة Antlia 2 لديها أقل سطوع سطح تم اكتشافه من أي مجرة تم اكتشافها.
وفي ديسمبر 2019 تم اكتشاف العنقود النجمي Price-Whelan 1. ينتمي هذا التجمع النجمي إلى غيوم ماجلان ويقع في الذراع الرئيسي لهذه المجرات القزمة. يشير الاكتشاف إلى أن تيار الغاز الممتد من سحابتي ماجلان إلى مجرة درب التبانة يبعد نصف المسافة عن مجرة درب التبانة كما كان يُعتقد سابقًا.
تم اكتشاف موجة رادكليف في البيانات التي تم قياسها بواسطة غايا ، والتي نُشرت في يناير 2020.
في نوفمبر 2020 ، قاس جايا تسارع النظام الشمسي نحو مركز المجرة بـ 0.23 نانومتر / s2.
في مارس 2021 ، أعلنت وكالة الفضاء الأوروبية أن جايا قد حددت كوكبًا عابرا خارج المجموعة الشمسية لأول مرة. تم اكتشاف الكوكب وهو يدور حول نجم من التصنيف الشمسي Gaia EDR3 3026325426682637824. بعد اكتشافه الأولي تم استخدام مطياف PEPSI من التلسكوب ذو المرآتين الكبير (LBT) الموجود في ولاية أريزونا لتأكيد الاكتشاف وتصنيفه على أنه كوكب جوفيان ، وهو كوكب غازي مكون من غاز الهيدروجين والهيليوم.
في مايو 2022 ، وتم نشر تأكيد اكتشاف هذا الكوكب في مايو 2022 لهذا الكوكب الخارجي وأطلق عليه إسم Gaia-1b - جنبًا إلى جنب مع كوكب ثان وهو Gaia-2b.
استنادًا إلى بياناته ، يُعد رسم هرتزشبرونغ-راسل الذي عينه المسبار الفضائي غايا أحد أكثر الرسوم البيانية دقة التي تم رصدها على الإطلاق لنجوم مجرة درب التبانة (أنظر الشكل) .
كشف تحليل بيانات Gaia DR3 في عام 2022 عن نجم شبيه بالشمس يعرف Gaia DR3 4373465352415301632 وهو يدور حول ثقب أسود ، يطلق عليه اسم نظام ثنائي Gaia BH1. على مسافة 1,600 سنة ضوئية (490 فخ) تقريبًا ، وهو يعتبر أقرب ثقب أسود معروف للأرض.

## تمديد المهمة وإمدادات الوقود وانتهاء المهمة
يكفي الوقود المحمول إلى ما بعد مدة المهمة الاسمية البالغة 5 سنوات + نصف سنة لمرحلة الاختبار. وقد استمرت المهمة المخطط لها حتى 25 يوليو 2019 وتم تمديدها حتى عام 2020 ؛ ثم امتد الرصد إلى عام 2022 من قبل لجنة برنامج العلوم التابعة لوكالة الفضاء الأوروبية (SPC). وفي 13 تشرين الثاني (نوفمبر) 2020 ، تم تمديد المهمة مرة أخرى حتى كانون الأول (ديسمبر) 2025 ؛ ولكن يجب تأكيد هذا القرار مرة أخرى .
تخضع تمديدات المهام دائمًا إلى تمويل ESA أو الموافقة على الميزانية من قبل الأعضاء المشاركين.
في حالة عدم تقدم الدخول إلى مدار دوراني عند نقطة لاغرانج L2 بشكل صحيح كان لدى المسبار وقود إضافي للتصحيح اللاحق ليكون في الجانب الآمن ، بحيث لا يزال بإمكانه الوصول إلى L2. وهكذا يمكن للوقود الكيميائي أن يثبّت المسبار عند النقطة L2 لعقود من الزمن ؛ ولكن من المتوقع أن تستمر إمدادات النيتروجين لدوافع الغاز البارد لمدة 10 ± 1 سنة فقط.
بعد انتهاء المهمة ، ستغادر غايا المدار Lissajous حول نقطة لاغرانج L2 خلف الأرض وتدخل في مدار كيبلر (مسبار فضائي) المستقر حول الشمس. ينطبق هذا أيضًا في حالة استخدام الوقود أو إذا لم يعد من الممكن التحكم في المسبار.

## اقرأ أيضا
- مسبار باركر للشمس
- نظام ثنائي Gaia BH1
- مقراب جيمس ويب الفضائي